# Episodi de I Jefferson (settima stagione)
La settima stagione della serie televisiva I Jefferson è stata trasmessa dal 2 novembre 1980 al 29 marzo 1981 sul canale CBS, posizionandosi al 6º posto nei rating Nielsen di fine anno con il 23,5% di penetrazione.
| nº | Titolo originale                       | Titolo italiano | Prima TV USA     | Prima TV Italia |
| -- | -------------------------------------- | --------------- | ---------------- | --------------- |
| 1  | Marathon Men                           |                 | 2 novembre 1980  |                 |
| 2  | The Jefferson's Go to Hawaii: Part 1   |                 | 9 novembre 1980  |                 |
| 3  | The Jefferson's Go to Hawaii: Part 2   |                 | 16 novembre 1980 |                 |
| 4  | The Jefferson's Go to Hawaii: Part 3   |                 | 16 novembre 1980 |                 |
| 5  | The Jefferson's Go to Hawaii: Part 4   |                 | 23 novembre 1980 |                 |
| 6  | Put It On                              |                 | 30 novembre 1980 |                 |
| 7  | Florence's Cousin                      |                 | 7 dicembre 1980  |                 |
| 8  | All I Want for Christmas               |                 | 21 dicembre 1980 |                 |
| 9  | Calendar Girl                          |                 | 4 gennaio 1981   |                 |
| 10 | As Florence Turns                      |                 | 11 gennaio 1981  |                 |
| 11 | God Bless Americans                    |                 | 18 gennaio 1981  |                 |
| 12 | Alley Oops                             |                 | 25 gennaio 1981  |                 |
| 13 | And the Doorknobs Shined Like Diamonds |                 | 1º febbraio 1981 |                 |
| 14 | Sorry, Wrong Meeting                   |                 | 15 febbraio 1981 |                 |
| 15 | My Hero                                |                 | 22 febbraio 1981 |                 |
| 16 | I Buy the Songs                        |                 | 1º marzo 1981    |                 |
| 17 | Small Fish, Big Pond                   |                 | 8 marzo 1981     |                 |
| 18 | Not So Dearly Beloved                  |                 | 15 marzo 1981    |                 |
| 19 | Florence's New Job: Part 1             |                 | 29 marzo 1981    |                 |
| 20 | Florence's New Job: Part 2             |                 | 29 marzo 1981    |                 |